# Dryops striatellus
Dryops striatellus is een keversoort uit de familie ruighaarkevers (Dryopidae). De wetenschappelijke naam van de soort werd in 1859 gepubliceerd door Leon Fairmaire en Charles Brisout de Barneville.